# Theo Hekman
Teunis Cornelis (Theo/Kees) Hekman (Deil, 29 oktober 1924 – 9 april 2000) was een Nederlands politicus van de CHU en later het CDA.
Hij heeft mulo gedaan en begon zijn carrière als kantoorbediende in Geldermalsen. In 1943 werd hij op transport gesteld naar nazi-Duitsland en in april 1945 werd hij door de Amerikanen bevrijd waarna hij via België terugkeerde naar Nederland. Kort daarop ging Hekman als volontair werken bij de gemeente Beesd en in mei 1948 maakte hij de overstap naar de gemeente Barneveld. In mei 1953 kwam hij naar Zeeland om te gaan werken bij de gemeente Zierikzee. Vanaf april 1971 werkte Hekman bij de gemeente Rheden tot hij in januari 1976 burgemeester werd van de gemeente Bruinisse. Op 1 november 1989 ging hij daar met pensioen en begin 2000 overleed hij op 75-jarige leeftijd.